# Sid Fleischman

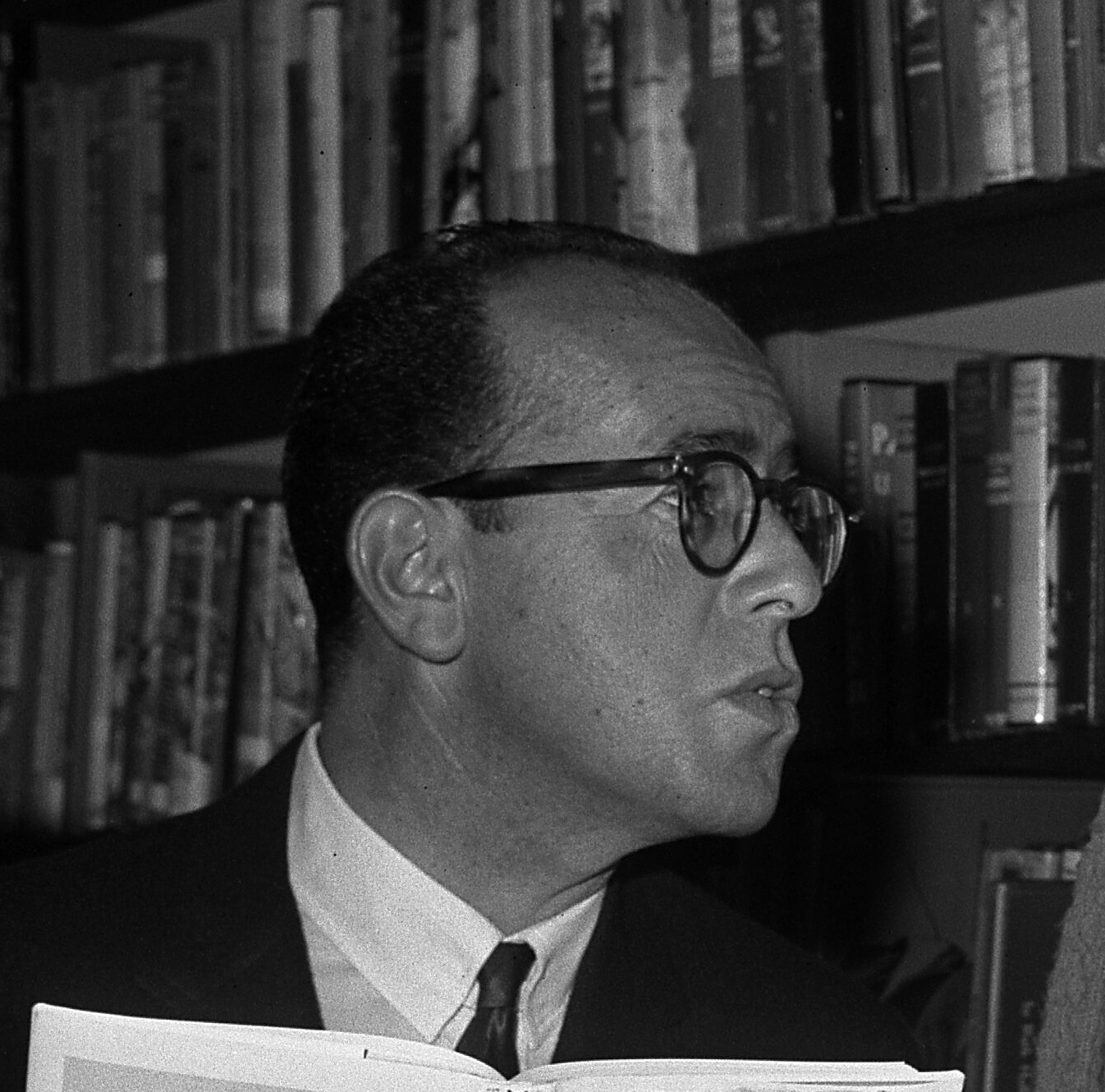
Sid Fleischman (1964)

Albert Sidney Fleischman, gebürtig Avron Zalmon Fleischman (* 16. März 1920 in Brooklyn, New York City; † 17. März 2010 in Santa Monica, Kalifornien) war ein US-amerikanischer Schriftsteller. Er schrieb hauptsächlich Kinderliteratur, und gemeinsam mit seinem Sohn, dem Schriftsteller Paul Fleischman, sind sie das einzige Vater-Sohn-Gespann, welches die Newbery Medal gewann.

## Leben
Albert Sidney Fleischman wurde als Avron Zalmon Fleischman geboren. Er war russisch-jüdischer Abstammung. Im Alter von zwei Jahren zog seine Familie nach San Diego, Kalifornien. In seiner Kindheit war Fleischman ein begeisterter Zauberer, der all seine Tricks aus Büchern erlernte und später auf der Show-Bühne präsentierte. Bereits während seiner Highschoolzeit tourte er durch Kalifornien und trat in verschiedenen Nachtclubs auf. Mit Between Cocktails veröffentlichte Fleischman im Alter von 19 Jahren sein erstes Buch. Sein Studium an der San Diego State University wurde durch den Zweiten Weltkrieg unterbrochen, wo er auf einem Zerstörer im Pazifik diente. Nach dem Krieg nahm er sein Studium wieder auf;  noch während des Studiums veröffentlichte er mit The Straw Donkey Case seinen ersten Roman. Nach seinem Abschluss in Englisch arbeitete er als Journalist.
In den nächsten 15 Jahren nutzte er seine Erfahrungen aus seiner Zauberei, seinem Pazifikeinsatz und seiner Journalistentätigkeit, um eine Reihe von Erwachsenenbüchern zu schreiben. Mit Blood Alley, Counterspy Express und The Deadly Companions wurden Ende der 1950er und Anfang der 1960er Jahre drei seiner Romane verfilmt. Als Vater von drei Kindern begann Fleischman schließlich, für sie Geschichten zu schreiben. Sein erstes Kinderbuch von 1962  Mr. Mysterious & Company  ist eine Abenteuergeschichte einer reisenden Zaubererfamilie. Das Buch erschien vier Jahre später unter dem Titel Firma Zaubermeister und Co. im Union-Verlag.
Fleischman war mit seiner Frau Betty von 1951 bis zu ihrem Tod 1993 verheiratet. Eines seiner drei Kinder ist der Schriftsteller Paul Fleischman. Am 17. März verstarb Sid Fleischman nur einen Tag nach seinem 90. Geburtstag an den Folgen seiner Krebserkrankung.

## Werke
| - Mr. Mysterious & Company (1962) - Firma Zaubermeister und Co., Union-Verlag (1966), 156 Seiten - By the Great Horn Spoon! (1963) - Die Abenteuer des Herrn Leberecht, Union-Verlag (1967), 191 Seiten - The Ghost in the Noonday Sun (1965) - Der Geist in der Mittagssonne, Union-Verlag (1972), 142 Seiten - Chancy and the Grand Rascal (1966) - Chancy und der grosse Gauner, Union-Verlag (1969), 188 Seiten - McBroom Tells the Truth (1966) - McBroom and the Big Wind (1967) - McBroom's Ear (1970/1969) - Longbeard the Wizard (1970) - Jingo Django (1971) - Der Schatz in Mexiko, Union-Verlag (1972), 179 Seiten - McBroom's Ghost (1971) - McBroom's Zoo (1971/1972) - The Wooden Cat Man (1972) - McBroom the Rainmaker (1973) - The Ghost on Saturday Night (1974) - Der Geist am Samstagabend, Bitter Verlag (1978), 62 Seiten - McBroom Tells a Lie (1976) - Me and the Man on the Moon-Eyed Horse (1977) - Ich und der Mann auf dem mondäugigen Pferd, Herold Verlag (1979), 70 Seiten - Kate's Secret Riddle Book (1977) - McBroom and the Beanstalk (1978) - Humbug Mountain (1978) - Die unauffindbare Stadt, Bitter Verlag (1980), 184 Seiten - Jim Bridger's Alarm Clock (1978) - The Hey Hey Man (1979) - McBroom and the Great Race (1980) - The Bloodhound Gang - The Case of the Cackling Ghost (1981) - The Case of the Flying Clock (1981) - The Case of the Secret Message (1981) - The Case of Princess Tomorrow (1981) - The Case of the 264 Pound Burglar (1982) - The Bloodhound Gang's Secret Code Book (1982) - McBroom's Almanac (1982/1984) - The Whipping Boy (1986) - Prinz Flegel, Arena (1989), 112 Seiten, ISBN 3-401-07031-2 - The Scarebird (1988) - The Ghost in the Noonday Sun (1999/1989) - The Midnight Horse (1990) - Jim Ugly (1992) - The 13th Floor: A ghost story (1995) - Das Geheimnis im 13. Stock: eine unheimliche Geschichte, Deutscher Taschenbuch Verlag (2000), 171 Seiten, ISBN 3-423-70569-8 - Bandit's Moon (1998) - A Carnival of Animals (2000) - Bo and Mzzz Mad (2001) - Disappearing Act (2003) - The Giant Rat of Sumatra (2005) - The White Elephant (2006) - The Entertainer and the Dybbuk (2008) - The Dream Stealer (2009) | - The Abracadabra Kid: A Writer's Life (1996) - Escape! The Story of the Great Houdini (2006) - The Trouble Begins at 8: A Life of Mark Twain in the Wild, Wild West (2008) - Sir Charlie: Chaplin, the Funniest Man in the World (2010) - The Straw Donkey Case (1948) - Der Tod an der Klippe, Lupus-Romane (1948), 270 Seiten - Murder's No Accident (1949) - Shanghai Flame (1951) - Begegnung in Shanghai, Heyne Verlag (1961), 154 Seiten - Look Behind You, Lady (1952) - Danger in Paradise (1953) - Malay Woman (1954) - Das Mädchen aus Singapur, Heyne Verlag (1959), 158 Seiten - Counterspy Express (1954) - Blood Alley (1955) - Gefährliche Reise nach Hongkong, Heyne Verlag (1962), 153 Seiten - Yellowleg (1960) - The Venetian Blonde (1963) - Between Cocktails (1939) - Ready, Aim, Magic! (with Bob Gunther, 1942) - Call the Witness (with Bob Gunther, 1943) - The Blue Bug (with Bob Gunther, 1947) - Top Secrets (with Bob Gunther, 1947) - Magic Made Easy, as Carl March (1953) - Mr. Mysterious's Secrets of Magic (1975) - The Charlatan's Handbook (1993) - 1955: Der gelbe Strom (Blood Alley) - 1956: Good-bye, My Lady (nach einem Roman von James Street) - 1958: Lafayette Escadrille - 1958: Spy in the Sky! - 1961: Gefährten des Todes (The Deadly Companions) - 1967: Bullwhip Griffin oder Goldrausch in Kalifornien (The Adventures of Bullwhip Griffin) - 1973: Ghost in the Noonday Sun - 1973: Scalawag - 1994: Der Prinz und der Prügelknabe (The Whipping Boy) - Prince Brat and the Whipping Boy (Musical, Seattle Children’s Theatre, 2000) |